# Битка код Блиске
Битка код Блиске вођена је на лето 1322. године између војске Младена II Шубића и његових савезника са једне и војске одане краљу Карлу Роберту, предвођене славонским баном Јованом Бабонићем са друге стране. Завршена је поразом Младена II и окончањем неограничене власти брибирских кнезова.

## Позадина
Након смрти Павла I Шубића, 1. маја 1312. године, његове територије и титуле прелазе на његовог најмлађег сина Младена II, који је претходно управљао Босном са титулом бана. Угарски краљ Карло Роберт из анжујске династије се у то време борио за круну против обласних господара који су се осамосталили у периоду грађанског рата. Због тога је угарски краљ морао толерисати неограничену власт Младена II на његовим територијама. Поред тога, Младенов отац Павле био је један од највернијих савезника Карла Роберта на почетку грађанског рата. Младен је, међутим, дошао у сукоб са суседним хрватским племићима, Курјаковићима, Нелипићима и владарима Крка (будућим Франкопанима), затим са градовима на обали (Шибеник, Трогир), као и са Стјепаном II Котроманићем, босанским владаром и, напослетку, са Млетачком републиком.
Наредне године Младенове власти (1317-1322) испуњене су устанцима, побунама, опсадама, оружаним сукобима, преласцима на противничку страну и сл. Славонски бан Јован Бабонић такође је у томе учествовао, имајући подршку краља Карла Роберта који је на тај начин настојао ослабити власт породице Шубић.

## Битка
До одсудне битке краљевих и Младенових снага дошло је на лето 1322. године код Блиске (данашња Близна) у близини Трогира. Војску бана Младена помагали су људи његовог брата Јураја. Такође, на Младеновој страни учествовале су поједине влашке трупе и мањи број племића из Пољица. На другој страни налазиле су се снаге лојалне Карлу Роберту. Предводио их је бан Јован Бабонић. На овој страни борио се и Младенов брат Павле II Шубић који је оспорио Младенова права на наслеђе оца Павла, желећи их за себе. Трогир и Шибеник послали су појачања краљевој војсци.
О самој бици нема много података. Поједине податке добијамо из дела Михе Мадијева писаног у 14. веку. Младен је у бици поражен. Младен и његов брат Јурај успели су да се спасу погибије на бојном пољу, привремено се склонивши у тврђаву у Клису.

## Последице
Недуго након битке, Карло Роберт је дошао у јужну Хрватску на челу армије. На скупштини у Книну, одржаној 8. октобра 1322. године, победници у бици код Блиске добили су потврду права и привилегија од стране краља, док је Младен II заробљен и одведен у Угарску. Следећих двадесетак година Младен је провео у заробљеништву, све до смрти 1341. или 1343. године.
Битка код Блиске означила је слом неограниченог утицаја брибирских кнезова, предвођених Младеном. Шубићи су изгубили и наследну банску титулу. Карло Роберт је именовао Јована Бабонића славонским, а Стјепана Котроманића босанским баном. У наредном периоду успон ће доживети породице Нелипчића и Франкопана. Ипак, браћа Младена II (Јурај II, Павле II, Гргур и Марко), као и њихови синови (Младен III, Јурај III, Павле III, Божидар и Прибко), наставили су да држе поједине области у Хрватској следећих тридесет година.